# Melanargia erilda
Melanargia erilda är en fjärilsart som beskrevs av Charles Oberthür 1936. Melanargia erilda ingår i släktet Melanargia och familjen praktfjärilar. Inga underarter finns listade i Catalogue of Life.